# Battaglia di Sidi Bou Zid
La battaglia di Sidi Bou Zid fu un grande scontro di carri armati combattuto durante la fase iniziale della campagna di Tunisia tra le inesperte forze corazzate statunitensi della 1st Armored Division (1ª divisione corazzata) e alcune Panzer-Division tedesche, veterane del deserto. La battaglia si concluse con una disastrosa sconfitta delle truppe statunitensi che, pur disponendo di numerosi e moderni mezzi, vennero sorprese dalle abili manovre combinate delle unità meccanizzate tedesche e subirono gravi perdite senza riuscire ad opporre una valida resistenza.
Si trattò di uno dei primi scontri a cui parteciparono i nuovi reparti americani appena giunti dagli Stati Uniti d'America, della più netta e pesante sconfitta subita dalle unità corazzate statunitensi durante la seconda guerra mondiale e di uno dei più brillanti successi tattici conseguiti dalle Panzertruppen tedesche nel deserto.

## Situazione strategica in Tunisia
Il riuscito sbarco anglo-americano nel Nordafrica francese (operazione Torch dell'8 novembre 1942) aveva permesso alle forze Alleate di occupare rapidamente il Marocco e l'Algeria e di avanzare verso la Tunisia nella speranza di conquistare tutto il litorale africano e di operare il collegamento con le forze britanniche dell'8ª armata del generale Montgomery che dopo la vittoria di El Alamein del 4 novembre erano all'inseguimento dei resti dell'armata corazzata italo-tedesca del feldmaresciallo Rommel.
Nella realtà, tuttavia, la rapida reazione di Hitler e dell'alto comando tedesco impedì la realizzazione di questi ottimistici piani Alleati; l'afflusso frenetico di reparti improvvisati tedeschi e poi del grosso della ben equipaggiata 10. Panzer-Division (10ª divisione corazzata), permisero di costituire un fronte solido in Tunisia che, dopo una serie di scontri aspri e dall'esito alterno (battaglia di Tebourba), costrinse il generale Eisenhower, anche per le difficoltà logistiche e climatiche, a sospendere, il 24 dicembre 1942, ulteriori offensive e a riorganizzare le sue forze in vista dell'arrivo delle truppe del generale Montgomery, per meglio coordinare le operazioni contro la testa di ponte dell'Asse.

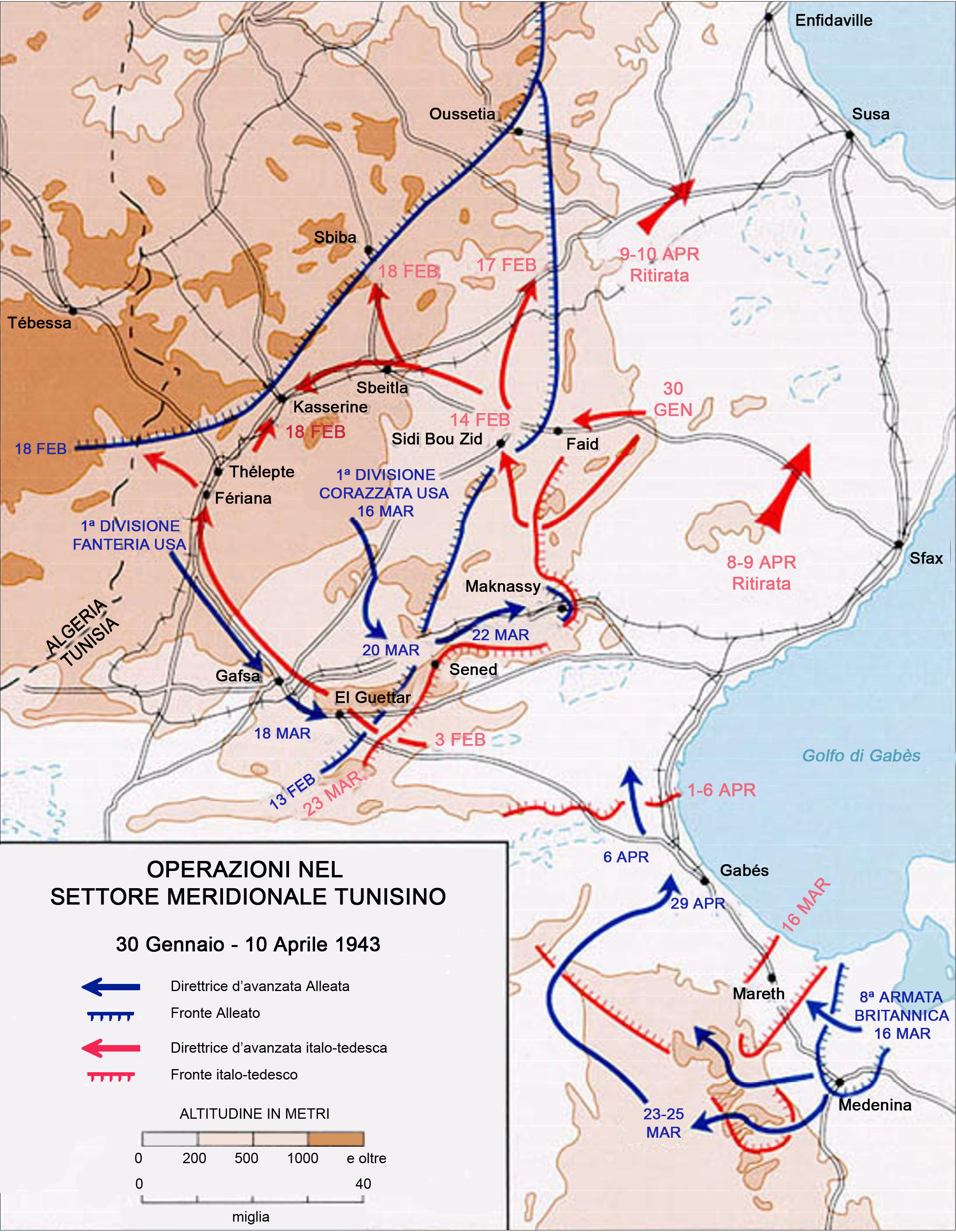
Carta delle operazioni in Tunisia

Durante il mese di gennaio 1943 il comando supremo dell'Asse poté quindi rafforzare ulteriormente il suo schieramento in Tunisia (con l'afflusso anche di carri pesanti Panzer VI Tiger I) costituendo la 5. Panzerarmee (5ª armata corazzata) al comando del generale Hans-Jürgen von Arnim che, in attesa dell'arrivo delle residue forze di Rommel dalla Libia (il 23 gennaio i britannici occuparono Tripoli), sferrò una serie di offensive locali per migliorare le sue posizioni difensive, e inflisse dure sconfitte alle deboli forze francesi affiancatesi agli Alleati, riconquistando anche le importanti posizione sulla dorsale orientale dell'Atlante (31 gennaio 1943, operazioni Eilbote I e II), malamente difese dalle forze franco-statunitensi.
Sempre il 31 gennaio von Arnim ottenne un altro brillante successo conquistando, con l'aiuto della 21. Panzer-Division proveniente dall'armata di Rommel e appena riequipaggiata con nuovi carri armati, la posizione del passo di Fa'id dopo aver sconfitto le truppe franco-americane; mentre più a sud, il 9 febbraio, dopo scontri violenti, le forze italo-tedesche riconquistarono anche la gola di Maknassy, costringendo le poco combattive truppe americane a ripiegare su Gafsa.
Dopo questi scacchi Eisenhower dovette rinunciare ai suoi piani di offensiva decisiva su Sfax partendo da Fāʾiḍ (operazione Satin), e provvide a riorganizzare le sue forze costituendo il 18º gruppo d'armate al comando del generale Harold Alexander, responsabile (con assunzione del comando prevista dal 20 febbraio 1943) delle operazioni sia dell'8ª armata di Montgomery sia della nuova 1ª armata britannica del generale Kenneth Anderson, incaricata di coordinare le forze inglesi (5º corpo d'armata: 78ª divisione fanteria e 6ª divisione corazzata), americane (2º corpo d'armata: 1ª divisione corazzata, 1ª e 34ª divisione fanteria) e francesi (19º corpo d'armata: divisione motorizzata del Marocco e divisione motorizzata d'Algeria) schierate in Tunisia.
I piani Alleati vennero anche intralciati dagli eccessivi timori per un intervento della Spagna a favore dell'Asse, che indussero i comandi a organizzare una 5ª armata americana (costituita da quattro divisioni: 2ª divisione corazzata, 3ª, 9ª e 45ª divisione fanteria, al comando del generale Mark Clark) ed a trattenerla in Marocco per sbarrare una eventuale avanzata nemica dalla penisola iberica, con la conseguenza che le forze statunitensi disponibili in Tunisia furono molto più ridotte del previsto.

## L'offensiva tedesca
(Rapporto di Walter Hewel, rappresentante del ministero degli Esteri, ad Adolf Hitler il 5 marzo 1943.)

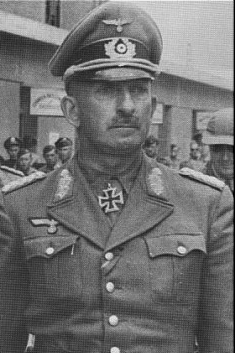
Il generale Hans-Jürgen von Arnim, comandante della 5. Panzerarmee in Tunisia e protagonista dell'offensiva "Vento di primavera"

Incoraggiato dai successi conseguiti, e dalla evidente inferiorità operativa e di esperienza delle forze americane, ben equipaggiate ma totalmente inesperte di guerra nel deserto, il generale von Arnim e i generali Ziegler, vice-comandante in Tunisia, e Pomtow, capo ufficio operazioni, decisero quindi di sferrare un'offensiva di grandi dimensioni sfruttando le favorevoli posizioni conquistate al Passo Fāʾiḍ, il concentramento di cospicue forze corazzate tedesche sulla dorsale orientale, il ritardo dell'avanzata di Montgomery da est e soprattutto lo schieramento errato e troppo disperso delle truppe americane del 2º corpo d'armata, che avevano ripiegato sulle posizioni di Sidi Bou Zid, a ovest del passo.

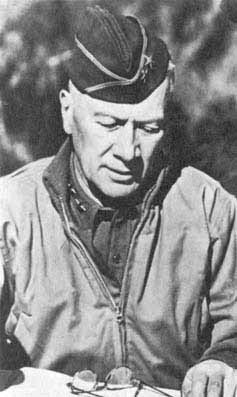
Il generale Lloyd Fredendall, comandante del 2º corpo d'armata americano

In questa fase l'arrivo del feldmaresciallo Rommel portò ad una rielaborazione dei piani e dei progetti tedeschi: durante colloqui tra Kesselring, Arnim e Rommel venne quindi deciso un nuovo piano per una grande offensiva in Tunisia impegnando anche una parte dell'Afrika Korps proveniente dalla Libia, mentre la 5. Panzerarmee avrebbe sferrato l'attacco principale come previsto da Arnim e Pomtow, da Passo Fāʾiḍ. Obiettivi più ambiziosi, come ipotizzati da Rommel, sarebbero stati presi in considerazione dopo una valutazione delle circostanze concrete sul campo.
Il piano tedesco prevedeva un doppio attacco alle forze americane del 2º corpo d'armata, malamente schierato in gruppi separati e mal collegati sulla dorsale orientale da Fāʾiḍ a Gafsa. Una massa principale, costituita dalla 10. e dalla 21. Panzer-Division (con oltre 200 panzer, tra cui una dozzina di Tiger) al comando del vice di von Arnim, generale Heinz Ziegler, sarebbe sbucata di sorpresa dal passo di Fāʾiḍ e avrebbe sbaragliato le forze nemiche posizionate a Sidi Bou Zid (operazione Frühlingswind, "vento di primavera"), mentre un secondo raggruppamento più debole, guidato personalmente da Rommel e costituito dagli elementi corazzati della 15. Panzer-Division (Kampfgruppe Liebenstein con 26 panzer) e da un reparto di carri della divisione corazzata "Centauro" (23 carri armati), avrebbe attaccato Gafsa, per poi ricongiungersi con le forze del generale Ziegler (operazione Morgenluft, "brezza del mattino").
Il comando Alleato sottovalutò gravemente il pericolo: il generale Anderson rimase convinto che la minaccia principale nemica provenisse da Fondouk, a nord di Fāʾiḍ, mentre il generale Eisenhower, che il giorno precedente l'attacco tedesco fece visita proprio alle forze americane di Sidi Bou Zid, per nulla preoccupato si attardò in inutili viaggi di ispezione e di turismo bellico nelle rovine di Timgad. Le forze americane del 2º corpo (1st Armoured Division, 1ª e 34ª divisione di fanteria), guidate dal generale Lloyd Fredendall, posizionato in un comando tattico molto arretrato e lontano dalle prime linee, non predisposero adeguate ricognizioni e si limitarono a schierarsi sulle colline dominati senza costituire posizioni trincerate o campi minati. Mal collegate tra loro, ignare del pericolo e preda di un sentimento di tranquilla superiorità, le truppe americane, numericamente superiori e ben equipaggiate di mezzi corazzati (la 1st Armored Division aveva 202 carri medi e 92 carri leggeri oltre a 36 cacciacarri e numerosi semicingolati), avrebbero subito la sconfitta più dura e umiliante dell'esercito statunitense durante la seconda guerra mondiale.

### Vento di primavera
Alle prime luci del mattino del 14 febbraio 1943 le Panzer-Division del generale Ziegler, dopo essersi raggruppate, rifocillate e riequipaggiate, si misero in marcia per dare inizio all'operazione Vento di primavera; la 10. Panzer-Division (generalmajor Friedrich von Broich), partita alle ore 4:00, sbucò da passo Faïd alle ore 6:30 e procedette verso le posizioni americane sul monte Lessouda , avvolta in una tempesta di sabbia che ne mascherò completamente l'avanzata agli osservatori nemici.

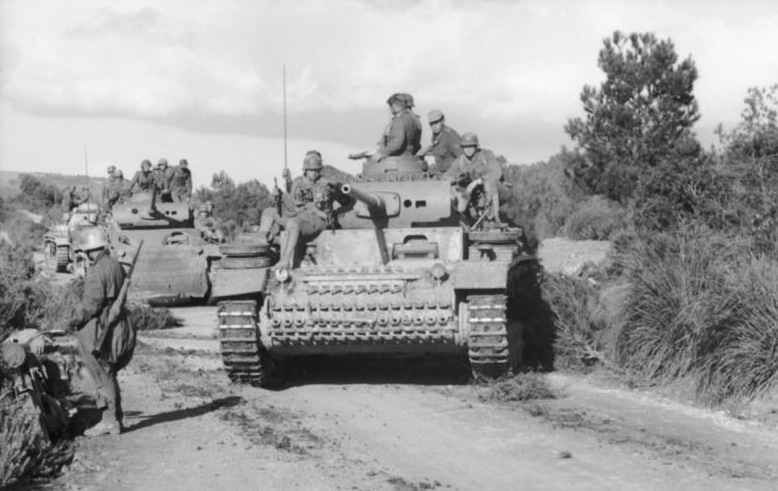
Panzer III tedeschi in azione in Tunisia

Organizzata nei due Kampfgruppe Gerhardt e Reimann, la divisione corazzata, dotata di 110 panzer tra cui la compagnia di carri pesanti di Tiger, travolse rapidamente una piccola avanguardia di fanteria e la compagnia G di carri medi del 1° Armoured Regiment (1º reggimento corazzato) e, sotto la copertura della tempesta di sabbia i due Kampfgruppe aggirarono le posizioni americane da nord-ovest (Kampfgruppe Gerhardt) e da sud-ovest (Kampfgruppe Reimann). All'alba le truppe americane sul Lessouda, un battaglione della 34ª divisione fanteria e vari reparti di supporto meccanizzati al comando del tenente colonnello John K. Waters, genero del generale Patton, erano già praticamente circondate da 80 carri tedeschi, mentre il grosso dei mezzi procedeva verso sud-ovest in direzione di Sidi Bou Zid annientando il 2º battaglione del 17º reggimento di artiglieria campale e un plotone di cacciacarri statunitense. In questo piccolo centro era schierato di riserva il 3º battaglione del 1º reggimento corazzato americano con 44 carri armati e 12 cacciacarri, al comando del tenente colonnello Louis Hightower, mentre più a sud, sul monte Ksaira si trovava un altro battaglione della 34ª divisione fanteria (tenente colonnello Thomas Drake); questi vari raggruppamenti statunitensi dipendevano dal Combat Command A della 1ª divisione corazzata al comando del colonnello McQuillin.
Alle ore 7:30 la Luftwaffe, che mantenne una netta superiorità aerea sul campo di battaglia, sferrò un duro attacco su Sidi Bou Zid causando gravi danni, mentre finalmente alle ore 8:30 il tenente colonnello Waters individuò le colonne tedesche in movimento che si erano distaccate dalla forza principale e allertò il comando del colonnello McQuillin, pur sottovalutando pericolosamente la consistenza delle forze nemiche. In quel momento il battaglione corazzato del tenente colonnello Hightower era già in marcia per affrontare il pericolo come ordinatogli da McQuillin un'ora prima; i mezzi corazzati americani incapparono subito nel fuoco dei cannoni anticarro tedeschi e nel tiro a lungo raggio dei pochi Tiger.
Alle ore 10:00 si scatenò un'aspra battaglia di carri tra il reparto di Hightower e i panzer della 10. Panzer-Division del Kampfgruppe Gerhardt (il 1º Abteilung del Panzer-Regiment 7, comandato dal capitano Helmut Hudel, equipaggiato con Panzer III e Panzer IV e rafforzato da quattro Tiger: i carristi americani, molto inesperti, si batterono tuttavia coraggiosamente per cercare di rallentare l'avanzata nemica, ma ben presto la superiorità tedesca divenne evidente. In superiorità numerica ed equipaggiati con mezzi più efficienti, gli equipaggi delle Panzertruppen, alcuni veterani di molte battaglie africane o in Unione Sovietica, manovrarono abilmente a gruppi colpendo i fianchi e le spalle del battaglione corazzato americano, che venne lentamente distrutto dal fuoco dei panzer. Mentre il reparto del tenente colonnello Waters rimaneva fermo e isolato sul monte Lessouda, anche i carri del Kampfgruppe Riemann attaccarono sul fianco i mezzi corazzati americani che, in situazione critica, cercarono di ripiegare dopo aver comunicato al colonnello McQuillin la difficoltà della situazione.
La posizione americana divenne ancor più disperata con la comparsa da sud dei reparti della 21. Panzer-Division (maggior generale Hans-Georg Hildebrandt). Questa esperta formazione corazzata, dotata di circa 90 panzer, sbucò dal passo di Maizila e inizialmente venne molto rallentata da un'intensa tempesta di sabbia che ne rese difficoltosa la marcia avvicinamento. Dopo essere uscita dalla tempesta, la divisione corazzata manovrò abilmente divisa in due raggruppamenti tattici: il Kampfgruppe Schutte, con i granatieri del Panzergrenadier-Regiment 104 e un reparto di carri, aggirò da ovest il battaglione della 34ª divisione americana attestato sul monte Ksaira, mentre il potente Kampfgruppe Stenkhoff, costituito con il grosso dei panzer del Panzer-Regiment 5, avanzò su Sid Bou Zid da sud-ovest e raggiunse il margine occidentale del piccolo villaggio intorno alle 14:00.

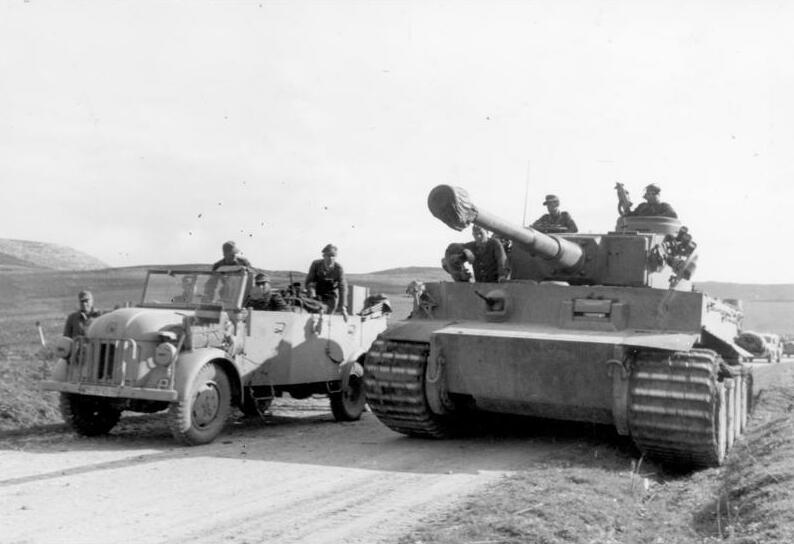
Un carro pesante Panzer VI Tiger I della 10. Panzer-Division durante i combattimenti in Nordafrica

Alle ore 12:00 le forze del Combat Command A del colonnello McQuillin a Sidi Bou Zid erano ormai attaccate da più direzioni dai panzer convergenti sul villaggio: il battaglione corazzato della 10. Panzer-Division, ora supportato anche dai primi elementi della 21. Panzer-Division, sbaragliò definitivamente i resti del battaglione corazzato del tenente colonnello Hightower che venne quasi totalmente distrutto dal fuoco convergente dei panzer diretti dal capitano Hudel. Solo sette dei 44 carri americani impegnati sopravvissero e riuscirono a sfuggire, lo stesso Hightower abbandonò il campo di battaglia a piedi dopo la distruzione del suo mezzo corazzato.
Nel tardo pomeriggio gli elementi corazzati dei Kampfgruppe Gerhardt (10. Panzer-Division) e Stenkhoff (21. Panzer-Division) si riunirono a ovest di Sidi Bou Zid dopo aver sgominato tutte le resistenze. Il colonnello McQuillin riuscì ad abbandonare Sidi Bou Zid insieme ad una parte dei reparti di comando, mentre la forza circondata sul Lessouda venne catturata al completo, ad eccezione dei soldati appostati in cima all'altura comandati dal tenente colonnello Robert R. Moore, ed il parigrado Waters cadde prigioniero; il colonnello Drake, che nel frattempo aveva spostato il suo comando nel monte Garet Hadid, 6 chilometri a ovest del monte Ksaira, chiese inutilmente verso le 14:00 il permesso di ritirarsi al generale Orlando Ward, comandante della 1ª divisione corazzata, posizionato nelle retrovie a Sbeitla. Il generale Fredendall, ignaro della potenza delle forze nemiche e della gravità della disfatta subita, negò l'autorizzazione a ripiegare, contando di sferrare il giorno dopo un contrattacco con le sue riserve corazzate; in questo modo anche il battaglione del colonnello Drake sarebbe stato catturato dalle forze tedesche quasi tre giorni dopo.
Con il congiungimento tra la 10. Panzer-Division e la 21. Panzer-Division, la prima fase dell'operazione "vento di primavera"  si era conclusa con il totale successo delle Panzertruppen tedesche che, a prezzo di pochissime perdite di uomini e mezzi, catturarono due battaglioni di fanteria americani e distrussero un battaglione di carri medi. I campi intorno a Sid Bou Zid erano disseminati dei resti distrutti di mezzi americani: 44 carri armati, 59 semicingolati, 26 cannoni e 22 autocarri statunitensi furono distrutti o abbandonati nel solo 14 febbraio.

### Panzerwarte
Il generale Ziegler, responsabile tattico del raggruppamento corazzato tedesco a Sid Bou Zid, decise, nella serata del 14 febbraio 1943, di rimanere sulle posizioni conquistate in previsione di un atteso contrattacco americano; nonostante le critiche di Rommel, in marcia con le sue deboli forze verso Gafsa da dove le forze Alleate stavano precipitosamente ripiegando, che invitò invece a sfruttare audacemente la grande vittoria avanzando immediatamente su Sbeitla, il generale von Arnim condivise la scelta tattica di Ziegler, anche per mantenere raccolte le sue forze per un meno ambizioso attacco più a nord su Pichon, secondo il vecchio progetto studiato con il colonnello Pomtow. Quindi nella notte le due divisioni corazzate rimasero intorno a Sid Bou Zid e organizzarono uno schieramento protettivo per affrontare il contrattacco nemico.

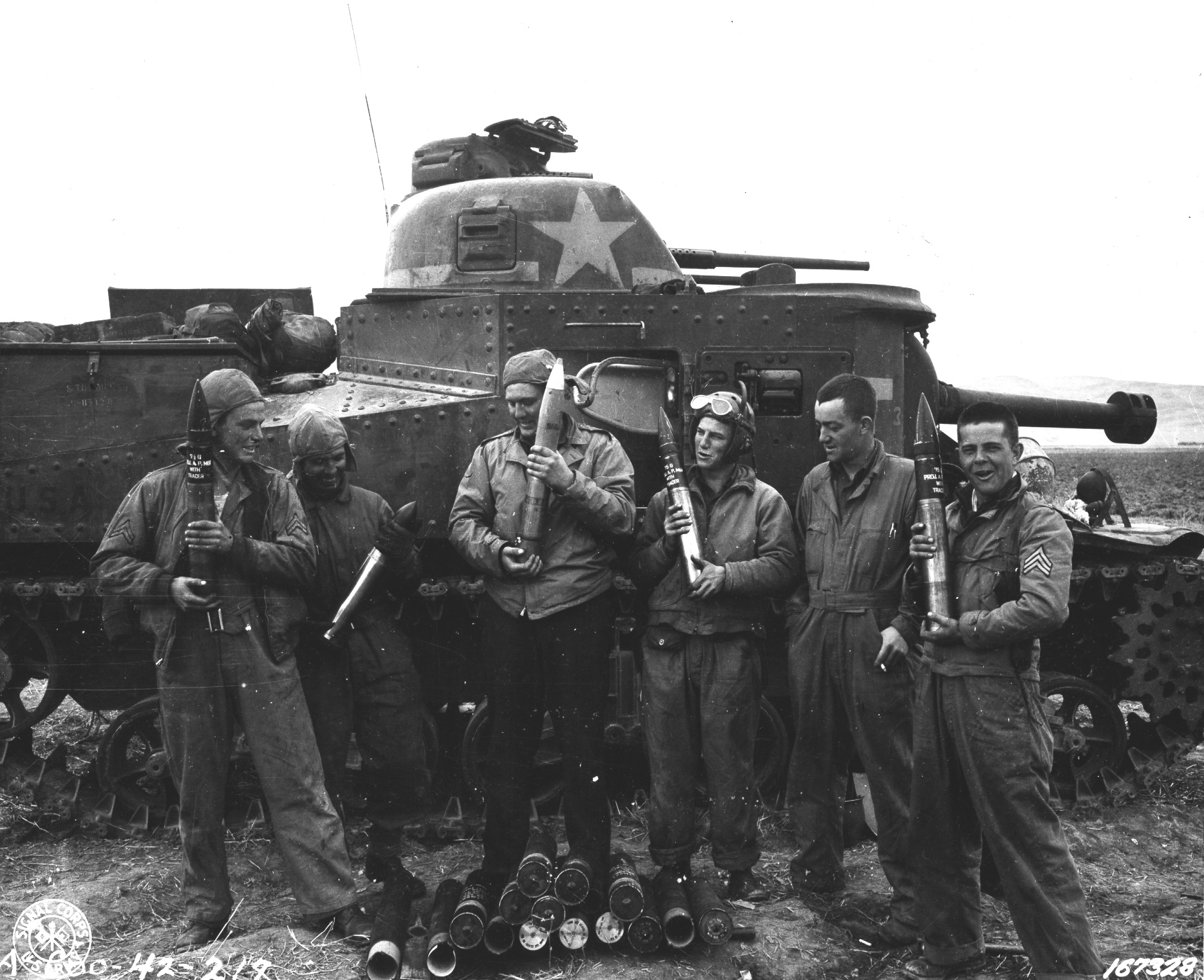
Carristi americani accanto ad un carro M3 Lee, prima della battaglia di Sidi Bou Zid

Le notizie della pesante sconfitta subita dal Combat Command A colsero di sorpresa i comandi Alleati che, male informati sulla consistenza del nemico, dimostrarono impreparazione e sottovalutarono grandemente il pericolo. Il generale Anderson considerò inizialmente l'attacco solo una diversione e continuò a temere una minaccia nemica da Fondouk; il generale Ward, comandante della 1ª divisione corazzata, più allarmato, considerò inizialmente la possibilità di concentrare tutto il Combat Command B (riserva della divisione corazzata americana) a Sbeitla per contrattaccare, mentre Fredendall condivise l'opinione di Anderson e minimizzò la minaccia imponendo di rimanere sulle posizioni. Il generale Ward, sentito Hightower scampato alla cattura che gli confermò la presenza dei Tiger e sulla base delle disposizioni di Anderson e Fredendall, decise quindi di sferrare un contrattacco il 15 febbraio per sbloccare i due battaglioni accerchiati ad est di Sidi Bou Zid, che si supponeva stessero ancora resistendo, impegnando però solo forze deboli e insufficienti.
Convinto che il colonnello McQuillin avesse esagerato la consistenza delle forze corazzate nemiche, il generale Ward predispose un contrattacco, guidato dal colonnello Robert Stack (comandante del Combat Command C), da parte del solo 2º battaglione corazzato del 1st Armoured Regiment del tenente colonnello James Alger, giunto nella notte sul posto, rafforzato da una compagnia di cacciacarri (che andava incontro al battesimo del fuoco), da due batterie di cannoni semoventi e da una compagnia di fanteria su semicingolati.

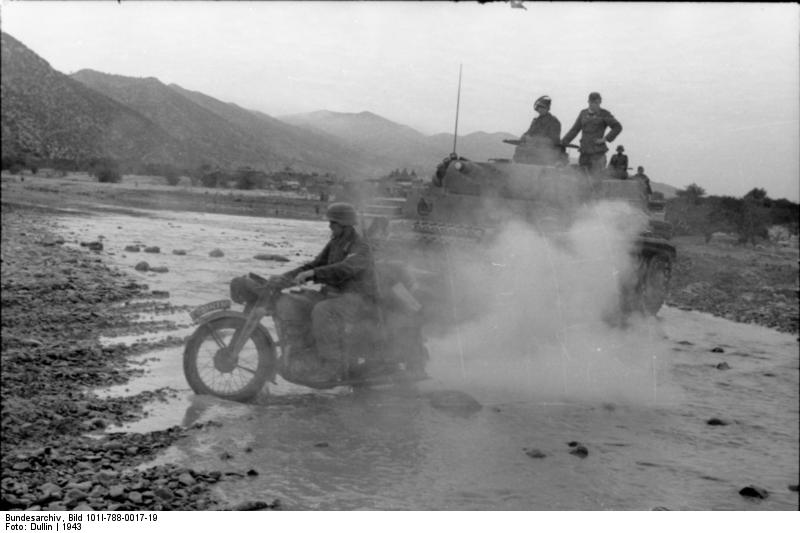
Panzer III N tedesco in azione

Alle ore 12:40 del 15 febbraio, le forze meccanizzate del colonnello Stack diedero inizio al temerario contrattacco verso Sidi Bou Zid; senza preventiva ricognizione e all'oscuro della posizione e della forza del nemico il battaglione corazzato del tenente colonnello Alger, a cui era stato dato l'ordine di lasciarsi alle spalle i monti Lessouda e Ksaira e coprire quindi la ritirata della fanteria assediata, andava incontro al disastro. I carristi americani, nuovi della guerra del deserto e non preventivamente addestrati nel Desert Training Center organizzato dall'esercito statunitense nel deserto del Mojave, in California, avanzarono con la classica formazione a "V" e alla massima velocità, sollevando di conseguenza nugoli di polvere che favorirono l'osservazione nemica, rivelando con grande anticipo la loro presenza ed inoltre rendendo difficoltoso il coordinamento e il controllo della marcia su Sidi Bou Zid.
Già allertati da una ricognizione aerea della Luftwaffe che riconobbe e segnalò le colonne nemiche in avanzata verso le 13:40, i tedeschi ebbero tutto il tempo di organizzarsi e di schierarsi accuratamente, combinando i reparti corazzati con sbarramenti anticarro per respingere il contrattacco. I panzer della 10. Panzer-Division e della 21. Panzer-Division, dopo aver lanciato razzi di segnalazione color arancio per evitare errori della Luftwaffe, si posizionarono a ovest di Sid Bou Zid sui due fianchi della prevista linea di avanzata nemica, muovendo a bassa velocità e con movimenti coordinati per non sollevare eccessiva polvere del deserto.. Dopo aver raggiunto le loro posizioni i panzer si fermarono con i motori accesi e si distesero su un'ampia fila in una cosiddetta Beobachtungstellung (posizione di osservazione). L'enorme polverone sollevato dai carri americani lanciati alla carica alla cieca permise di allertare rapidamente tutto lo schieramento difensivo tedesco; primi ad aprire il fuoco furono i cannoni anticarro mascherati in un oliveto, che bersagliarono i carri di testa, mentre i panzer attesero che il primo gruppo di carri nemici avesse superato inavvertitamente le loro posizioni sui fianchi. Elementi del Panzer-Regiment 5 erano schierati a sud-ovest, mentre a nord era in posizione il 1° Abteilung del capitano Hudel, della 10. Panzer-Division (che negli scontri del 15 febbraio non impiegò i suoi pochi carri pesanti Tiger).
Dopo che gli americani ebbero subito le prime perdite contro gli anticarro tedeschi, gli esperti capicarro dei panzer disposero i propri mezzi corazzati in una Feurerstellung (posizione di fuoco) con la tecnica del Halbverdeckte (posizione dei carri con lo scafo defilato dalle dune e solo la torretta visibile). Le Panzer-Division avevano organizzato una cosiddetta Panzerwarte (una "imboscata di carri", secondo la terminologia delle Panzertruppen) e le inesperte unità corazzate statunitensi erano ormai in trappola.

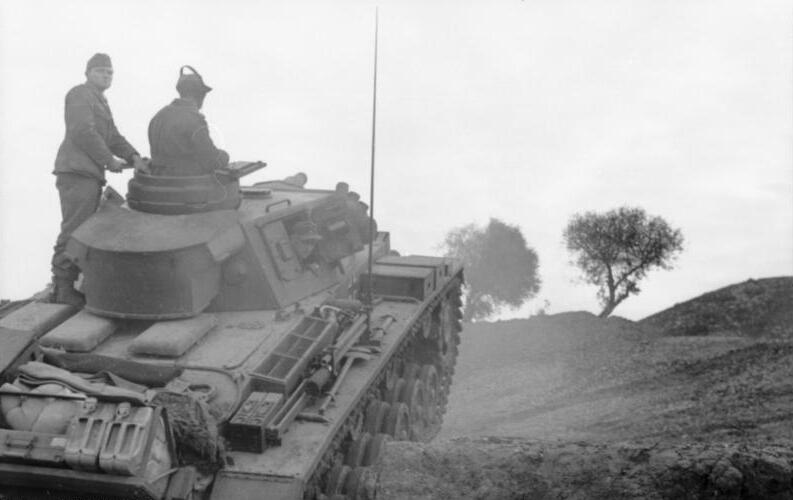
Carri armati tedeschi in movimento durante la campagna di Tunisia

I panzer aprirono il fuoco da tre direzioni e bersagliarono i carri americani, allo scoperto, disorientati dalla scarsa visibilità e in posizione tattica sfavorevole. I mezzi americani cercarono di dividersi per affrontare le minacce sui fianchi ma ben presto il battaglione corazzato del tenente colonnello Alger venne isolato dagli altri reparti cingolati e nel tardo pomeriggio la sua situazione divenne disperata. Quattro carri armati nelle retrovie riuscirono a ripiegare in tempo ed evitarono la distruzione, ma gli altri mezzi americani, dopo aver subito gravi perdite sotto il micidiale fuoco convergente dei carri nemici, furono accerchiati nel uadi Rouana e, dopo una disperata resistenza (alcune fonti parlano di una Little Big Horn delle forze corazzate americane) vennero progressivamente distrutti dalle Panzer-Division tedesche posizionate da tutti i lati.
Al calar delle sera il battaglione corazzato americano (2º del 1st Armoured Regiment) era completamente annientato e il tenente colonnello Alger era caduto prigioniero dei tedeschi. Anche se gli americani rivendicarono la distruzione di almeno 19 carri nemici, le fonti tedesche affermano che i panzer in realtà non subirono alcuna perdita durante questo impari scontro, mentre almeno 40 carri americani furono distrutti; gli equipaggi tedeschi segnalarono nei loro verbali le tattiche sconsiderate del nemico e sottolinearono la facilità del loro compito e la grande confusione provocata dalla sorpresa nelle file nemiche, incapaci di reagire in modo efficace alla loro imboscata.
Nei due giorni di battaglia a Sidi Bou Zid le forze statunitensi del 2º corpo d'armata (1ª divisione corazzata e parte della 34ª divisione fanteria) avevano subito una totale sconfitta e avevano perso quasi completamente due battaglioni di fanteria e due battaglioni di carri medi, senza aver causato alcun danno alle Panzer-Division. Moore, al comando dei superstiti in cima al Lessouda, tentò, dietro ordine del comandante della 1ª divisione corazzata Ward, di raggiungere le linee amiche nella tarda sera del 15 febbraio, ma per la mattina dopo il tenente colonnello riuscì a portare in salvo solo 432 dei 904 uomini che comandava prima dell'inizio delle ostilità due giorni prima. La restante parte venne uccisa o catturata dalla Wehrmacht nel tentativo di fuga. Drake invece, con 1 900 uomini asserragliati sul Garet Hadid e sul Ksaira (dove stava il comandante del 3º battaglione del 168º reggimento fanteria della 34ª divisione fanteria John H. Van Vliet) ordinò alle 14:30 del 16 febbraio a quelli presenti su quest'ultimo monte di raggiungerlo. Dopo aver messo fuori uso le armi pesanti e abbandonato i feriti gravi alla clemenza dei tedeschi, Van Vliet raggiunse Drake per partire la notte stessa alla volta del monte el Hamra ad ovest dove stazionava il colonnello McQuillin, comandante del Combat Command A. All'alba gli statunitensi, dispersi in 8 km di deserto, vennero attaccati dalle forze tedesche che accettarono, dopo una mattinata di combattimenti, la resa di Drake e Van Vliet riuscendo a fare così 1 400 prigionieri.

### L'avvicinamento a Kasserine: la presa di Sbeitla

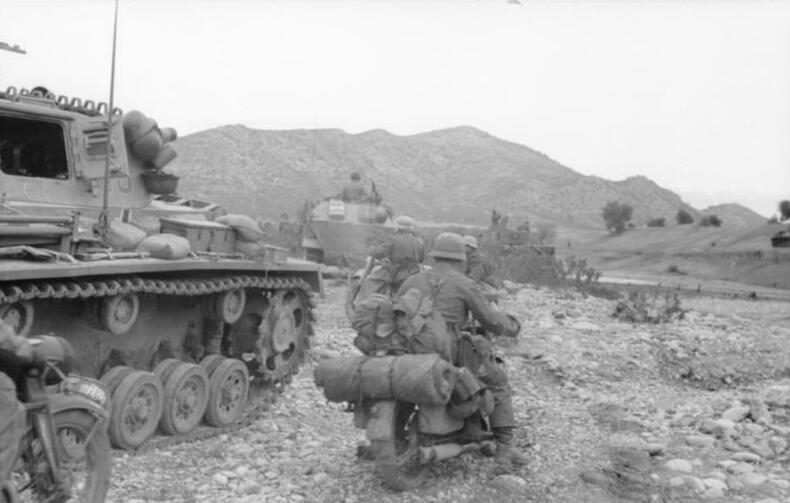
Colonna meccanizzata tedesca in avanzata in Tunisia

Arnim e Ziegler continuarono a mostrare prudenza anche dopo lo schiacciante successo del 15 febbraio; il generale Ziegler temeva un nuovo contrattacco americano e quindi procedette con cautela verso il cosiddetto "incrocio di Kern" situato ad ovest (dove era schierata la riserva americana della Task Force Kern), mentre il generale von Arnim, pago della disfatta inflitta ai Combat Command A e C americani avrebbe preferito conservare le sue forze corazzate per riprendere il vecchio progetto di offensiva su Pichon, lungo la valle del fiume Medjerda. Al contrario il feldmaresciallo Rommel, che alla testa del suo raggruppamento corazzato aveva occupato senza combattere Gafsa (abbandonata precipitosamente da Fredendall alla notizia della disfatta a Sidi Bou Zid), di fronte ai segni di collasso delle forze americane che ripiegavano in disordine e avevano anche evacuato l'aeroporto di Thélepte con oltre 30 aerei e 50 tonnellate di carburante ancora intatti, premeva per sfruttare audacemente la doppia vittoria marciando verso ovest con obiettivi ambiziosi: il passo di Kasserine, Sbeitla e addirittura Tébessa e Bona.
Dopo accese discussioni tra Rommel, Arnim e Kesselring, venne adottato il piano del feldmaresciallo e quindi il raggruppamento Ziegler, vittorioso a Sidi Bou Zid, venne sciolto, mentre le due Panzer-Division vennero assegnate a Rommel per sferrare l'attacco sui passi di Sbiba e Kasserine ma, anziché puntare su Tébessa, gli fu ordinato di piegare di un centinaio di chilometri a nord di Kasserine, a Le Kef, dove le strade erano migliori e le probabilità di accerchiare la 1ª armata britannica di Anderson maggiori (operazione Sturmflut).
Nel frattempo la notte tra il 16 e il 17 febbraio i genieri statunitensi demolirono ponti e strutture a Sbeitla, e molti soldati americani fuggirono in preda al panico verso ovest davanti agli occhi dei britannici che erano arrivati per rinforzare la città. Lo stesso Ward giudicò troppo vicina la Wehrmacht e ottenne il permesso da Fredendall di ripiegare a Le Kouif, 25 km a nord-est di Tébessa, dato che comunque su Sbeitla stava dirigendo la 21ª divisione corazzata di von Arnim che, indebolendo le sue forze intralciate da reparti statunitensi decisi a resistere lungo la strada per Sbeitla, distaccò parte della 10. Panzer-Division per condurre un attacco 40 km a nord-est secondo le sue vedute tattiche del campo di battaglia. Verso l'1:30 di notte a Ward fu dato il contrordine di difendere fino alle 7:00 della mattina la città. Le forze tedesche tuttavia non arrivarono prima di mezzogiorno del 17 febbraio e vennero respinte quasi un'ora dopo da un battaglione corazzato capitanato da Henry Gardiner. I panzer tedeschi si rifecero vivi dopo poco tempo stavolta avvolgendo le posizioni 8 km a sud di Sbeitla, quindi spinsero indietro i carri armati Lee di Gardiner distruggendone nove, tra cui quello del comandante che fuggì a piedi, per entrare finalmente al tramonto a Sbeitla, completamente deserta e ridotta in macerie.
Dopo un nuovo clamoroso successo a Kasserine il 20 febbraio, le forze tedesche finirono per passare sulla difensiva, per poi ripiegare ordinatamente dopo essere state respinte il 21 febbraio a Thala.
Nel campo Alleato la disfatta di Sidi Bou Zid provocò costernazione nei comandi ed anche grande preoccupazione per i possibili sviluppi operativi; Fredendall e Anderson fecero ripiegare rapidamente i resti delle forze americane, e costituirono affrettatamente un nuovo schieramento con l'afflusso di importanti forze britanniche e francesi per salvaguardare i passi della dorsale occidentale. Dopo la nuova disfatta di Kasserine, gli Alleati riuscirono a fermare la pericolosa offensiva tedesca grazie alla loro netta superiorità di forze.

## Bilancio e conclusioni
(Dal diario del capitano Harry C. Butcher, aiutante navale del generale Eisenhower, 23 febbraio 1943)

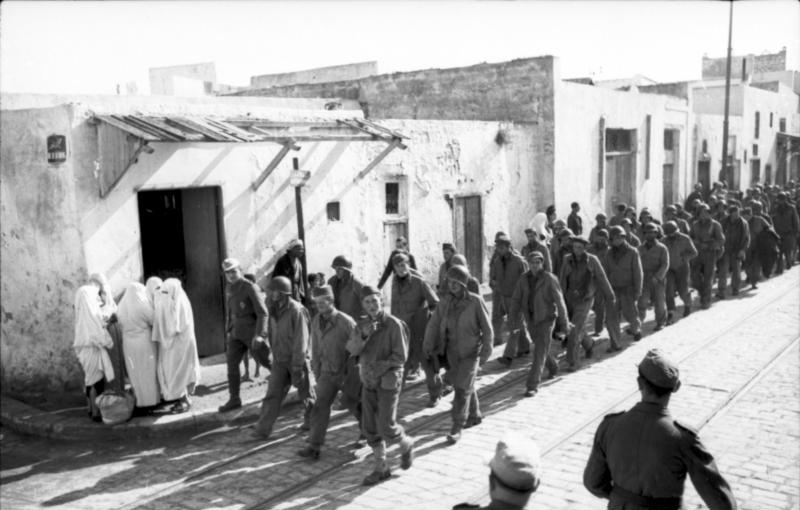
Soldati americani catturati dalle truppe tedesche in Tunisia

Nel complesso, durante i due giorni della battaglia di Sid Bou Zid, le forze americane ebbero 112 carri distrutti (due battaglioni di carri medi al completo) e persero oltre 4 000 uomini, principalmente dispersi e prigionieri, dando una mediocre dimostrazione di efficienza tattico-operativa e di combattività delle truppe. Fu un inatteso e grave fallimento del sistema e dei metodi dell'esercito statunitense, per la prima volta impegnato in un grande confronto diretto contro le truppe corazzate della Wehrmacht, sia a livello di comandi, dove i generali Fredendall e Ward dimostrarono impreparazione, eccesso di sicurezza e carenze operative, sia a livello dei reparti combattenti, che si dimostrarono inesperti, disorganizzati e incapaci di controbattere le tattiche nemiche molto più efficaci, nonostante ricchezza di equipaggiamento, modernità dei mezzi e superiorità numerica.

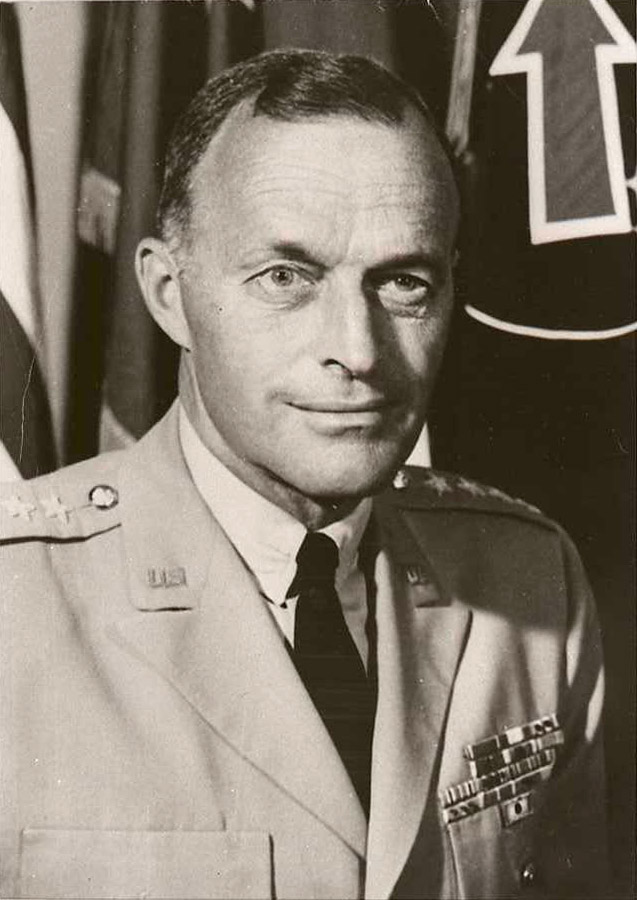
Il tenente colonnello John K. Waters, genero del generale Patton, venne catturato il 14 febbraio 1943 a Sidi Bou Zid e rimase prigioniero dei tedeschi per il resto della guerra

A Sidi Bou Zid le forze statunitensi subirono forse la più pesante sconfitta della seconda guerra mondiale, caratterizzata da perdite pesanti e da un grave cedimento delle truppe. Tra i comandi britannici si confermò il giudizio negativo già preesistente sulle capacità dei comandanti e dei soldati americani appena giunti in Europa e in Africa; mentre tra i comandi americani si diffuse grande scoramento, lo stesso Eisenhower ammise l'umiliazione e il Presidente Roosevelt manifestò a Washington con i suoi consiglieri il suo disappunto e i suoi dubbi sull'efficienza dell'esercito.

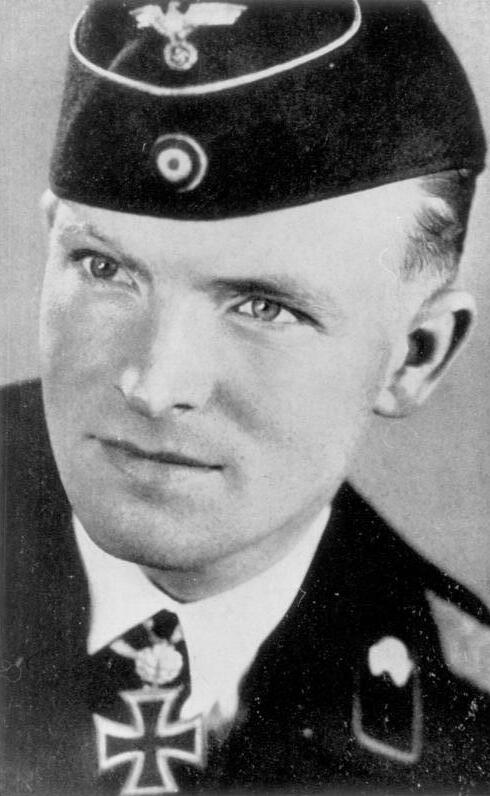
Il capitano Helmut Hudel, l'esperto comandante del battaglione corazzato della 10. Panzer-Division a Sidi Bou Zid

In realtà molto presto le forze americane avrebbero dimostrato le loro vere qualità, apprendendo dagli errori e riorganizzando in modo efficace le tattiche e i metodi adeguandoli alle necessità concrete della guerra. Nuovi energici generali, in particolare Patton e Bradley, sostituirono i comandanti dimostratisi incapaci, che vennero bruscamente destituiti, mentre le truppe si ripresero rapidamente dal crollo e diedero prova di valore, coraggio e capacità, con il crescere della loro esperienza.
Durante le campagne del 1943-1945 in Europa, furono proprio i capi e le forze americane a giocare il ruolo preponderante nella sconfitta del Terzo Reich e conseguirono alcuni brillanti successi. A settembre 1944 le forze corazzate americane dimostrarono i progressi compiuti infliggendo una dura sconfitta alle Panzer-Brigade tedesche (ora costituite da equipaggi giovanissimi e inesperti) durante la battaglia di Arracourt, dimostrando a loro volta maggiore esperienza e capacità tattica. Tuttavia, nel febbraio 1943, a Sidi Bou Zid, le Panzer-Division tedesche, veterane del deserto, diedero indubbiamente una notevole prova di abilità tattica, e gli equipaggi, formati intorno ad un nucleo di esperti veterani tra cui abili comandanti come Helmut Hudel, Rudolf Gerhardt e Werner Grün, mostrarono capacità molto superiori a quelle del nemico, subendo pochissime perdite e sbaragliando facilmente le forze corazzate nemiche che vennero quasi totalmente distrutte. Fu un'ultima vittoria per i tedeschi nel deserto e non ebbe conseguenze strategiche decisive, ma rimane una delle più brillanti dimostrazioni di guerra mobile nella storia della guerra meccanizzata nel teatro africano.
La sconfitta di Sidi Bou Zid non mancò di avere ulteriori conseguenze sfortunate per gli americani anche negli anni seguenti; nel marzo 1945, il generale Patton nel tentativo di liberare da un campo di prigionia tedesco il tenente colonnello Waters, suo genero catturato proprio a Sidi Bou Zid, inviò incautamente in avanti la cosiddetta Task Force Baum che, isolata e soverchiata, venne distrutta senza riuscire a compiere la sua missione, causando una ultima sconfitta alle forze statunitensi in Europa e provocando grandi critiche all'operato del generale statunitense.